# Summoning
Summoning (englisch ‚Beschwörung‘) ist eine österreichische Metal-Band. Die Demos und das Debütalbum Lugburz waren noch vom traditionellen Black Metal geprägt, die späteren Veröffentlichungen sind jedoch weitaus epischer, experimenteller und keyboard-lastiger.

## Geschichte

### Gründung und frühe Veröffentlichungen
Summoning wurde 1993 von Michael „Silenius“ Gregor, Richard „Protector“ Lederer und Alexander „Trifixion“ Trondl gegründet. Protector war bereits Schlagzeuger in der Thrash-Metal-Band Marlignom und hatte vier Jahre an einer Musikschule gelernt. Silenius spielte in der Doom-Metal-Band Shadow Vale sowie bei Cromm, zusammen mit Ray „Pazuzu“ Wells. Trifixion spielte in der Band Pervertum.
Summoning nahm zwei Demos (Upon the Viking’s Stallion, Anno Mortiri Domini und eine Promo von Lugburz), sowie ein Split-Album mit Wells’ Projekt Pazuzu, auf. Fast alle Titel der Demos erschienen nie auf CD, wenige wurden in späteren Veröffentlichungen mit einigen Änderungen verwendet.
Die Demos verkauften sich gut in einem Wiener Plattenladen namens Why not. Später kam Silenius mit Thomas „T.T.“ Tannenberger in Kontakt und wurde Sänger seiner Band Abigor, worauf einige Fanzines Summoning zum Ärger der Abigor-Mitglieder fälschlich als Silenius- oder Abigor-Seitenprojekt bezeichneten. Als Abigor bei dem noch jungen Label Napalm Records einen Vertrag bekamen, nutzte Silenius die Gelegenheit, ebenfalls einen Vertrag für Summoning zu bekommen. 1995 erschien daraufhin das erste Studioalbum Lugburz. Protector übernahm Keyboard und Gitarre, Silenius die Vocals, Bass und ebenfalls ein Keyboard. Trifixion war das letzte Mal als Drummer aktiv. Zusätzlicher Gesang und die meisten Lyrics kamen von Pazuzu. Lugburz war noch sehr stark an den traditionellen Black Metal angelehnt, anders als die kommenden Veröffentlichungen. Silenius kündigte 1995 an, künftige Veröffentlichungen würden keyboard-dominierter und bombastischer ausfallen. Die Band werde keinen neuen Schlagzeuger rekrutieren und Schlagzeug und Perkussion synthetisch erzeugen. Außerdem wolle sie sich von einem metal-typischen Schlagzeugspiel entfernen und an einer mehr an Dead Can Dance orientierten Perkussion orientieren. Allerdings entstanden bereits zu diesem Zeitpunkt die Riffs auf dem Keyboard, bevor Silenius sie auf dem Bass spielte und dann die Gitarrenläufe dazu entstanden.

### Musikalische Entwicklung abMinas Morgul
Trifixion stieg nach einem Streit aus der Band aus und diese infolgedessen aus dem Austrian Black Metal Syndicate (ABMS), was von einigen Anhängern als „Verrat“ aufgefasst wurde; Hagen, Sänger der Gruppe Werwolf, griff die Gruppen Summoning und Abigor im Ablaze scharf an, bezeichnete Silenius als „Märchenfee“ und gab ihm den Tipp, ihm „nicht in die Quere zu kommen“. Protector und Silenius machten als Duo weiter und verzichteten auf einen Ersatz. Die Drums wurden seit dem Album Minas Morgul auf dem Keyboard eingespielt, das häufig irrtümlich für einen Drumcomputer gehalten wird, was einen wesentlichen Beitrag zum großepischen Klang der Musik leistete. Die Musik wurde langsamer und atmosphärischer. Die Gitarre wurde nur noch im Hintergrund verwendet und das Keyboard als leitendes Instrument. Daher wird seitens der Fans augenzwinkernd behauptet, Minas Morgul sei das „wahre“ Debütalbum. Jener Stil wurde in den nachfolgenden Alben konsequent weiterentwickelt, welche sowohl von Fans als auch von den Szenemedien in höchsten Tönen gelobt wurden. 1996 erschien Dol Guldur, Parallelen zu Protectors Dark-Electro-Projekt Ice Ages sind zu erkennen. Die Liedtexte entstanden nach J. R. R. Tolkien, welcher extra genannt wurde; Protector betont, dass die Mitglieder der Band „sich als Komponisten und nicht als Poeten sehen und fühlen“. 1997 erschien die EP Nightshade Forests im Format einer Mini-CD, auf der restliches Material von Dol Guldur verwendet wurde.
Danach gab es zunächst weder von Summoning noch von einem der Seitenprojekte Veröffentlichungen. Erst 1999 meldeten sie sich mit Stronghold und einem leichten Stilwechsel zurück. Die Gitarren nahmen dabei eine stärkere Rolle ein als zuvor, während das Keyboard in den Hintergrund trat, trotzdem wurde im Großen und Ganzen der Stil beibehalten. Tania Borsky (Die verbannten Kinder Evas) half als Sängerin aus.
2001 erschien Let Mortal Heroes Sing Your Fame. Dieses Album war musikalisch zwischen dem neuen und dem alten Stil der Band einzuordnen. Durch polyphone Spielweisen des Keyboards und den rockigeren Gitarrenstil wurde die Musik wesentlich komplexer. Gesprochene Passagen gaben der Musik einen dramatischen Effekt. Bei dem Titel Farewell kamen zum ersten Mal Chöre zum Einsatz. Es wurden neben Tolkiens Mittelerde-Themen auch Inspirationen von Michael Moorcock umgesetzt. 2003 erschien eine weitere EP namens Lost Tales, auf welcher sich ein ursprünglich für das Nebenprojekt Mirkwood geschriebener Titel sowie eine weitere unveröffentlichte Dol-Guldur-Aufnahme befindet.
Im Jahr 2006 erschien das nächste Studioalbum Oath Bound mit komplett neuem Material. Die lange Pause zwischen den Alben begründeten die Bandmitglieder mit persönlichen Problemen und Ideenmangel. Das Spiel der Gitarren wird als ruhiger Arpeggio-Stil beschrieben. Der Band stand bessere Ausrüstung zur Verfügung, welche der Musik einen atmosphärischeren Klang gab und bessere Chöre ermöglichte. Darauf folgte erneut eine längere Pause, die Ideenlosigkeit der Musiker führte nach Angaben von Silenius zeitweilig zu dem Gedanken, Summoning aufzulösen. Silenius und Protector widmeten sich in den folgenden Jahren anderen musikalischen Projekten. Nachdem Silenius einen Herzinfarkt erlitten hatte, folgte eine längere Erholungspause, in deren Zeit er beschloss, Summoning zu reaktivieren. Am 19. Februar 2012 kündigte Summoning auf ihrer Homepage für Ende 2012 ein neues Album an. Das Album sollte ein unveröffentlichtes Stück der Oath Bound-Session enthalten. Zudem wurde aufgrund der Fülle an neuen Kompositionen eine limitierte Fan-Edition mit Bonustiteln angekündigt. Das siebte Studioalbum Old Mornings Dawn erschien schließlich am 7. Juni 2013 bei Napalm Records.

## Nebenprojekte
Protector ist unter anderem auch Mitglied bei Die verbannten Kinder Evas und Ice Ages. Silenius spielt unter anderem auch bei Amestigon und Kreuzweg Ost. Er spielte bis 1999 bei Abigor. Beide gründeten 1995 zusammen das Projekt Grabesmond, das später von Lucia-Mariam Fåroutan im Alleingang weitergeführt wurde. Außerdem gründete Silenius das Ein-Mann-Projekt Mirkwood, dessen Musik er kostenlos zum Herunterladen auf Summonings Webseite bereitstellt.

## Diskografie

### Studioalben
- 1995: Lugburz (Napalm Records)
- 1995: Minas Morgul (Napalm Records)
- 1996: Dol Guldur (Napalm Records, SPV GmbH)
- 1999: Stronghold (Napalm Records, SPV GmbH)
- 2001: Let Mortal Heroes Sing Your Fame (Napalm Records, SPV GmbH, Irond)
- 2006: Oath Bound (Napalm Records, Scarecrow Records, Irond)
- 2013: Old Mornings Dawn (Napalm Records)
- 2018: With Doom We Come (Napalm Records)

### Demos
- 1993: Dark Ages I
- 1993: Upon the Viking’s Stallion
- 1994: The Urilia Text (Split mit Pazuzu)
- 1994: Anno Mortiri Domini
- 1995: Minas Morgul Promotape

### EPs und Mini-CDs
- 1997: Nightshade Forests (Napalm Records, SPV GmbH)
- 2003: Lost Tales (Napalm Records, SPV GmbH)

### Samplerbeiträge
- 1995: Untitled auf With Us or Against Us (Napalm Records)

### Sonstige
- 2007: Sounds of Middle – Earth (5-Picture-LP-Box; Temple of Darkness Records)

## Sonstiges
Napalm Records bezeichnete die stilistisch sehr ähnliche Band Caladan Brood als legitimen Summoning Nachfolger.